# باغ گیاه‌شناسی نوشهر
باغ گیاه‌شناسی نوشهر مربوط به دوره پهلوی دوم است و در نوشهر، خیابان بهار آزادی، نرسیده به پل ماشلک واقع شده و این اثر در تاریخ ۱۴ اسفند ۱۳۸۵ با شمارهٔ ثبت ۱۷۷۹۵ به‌عنوان یکی از آثار ملی ایران به ثبت رسیده است.
باغ گیاه شناسی نوشهر که از قدیمی ترین باغ های گیاه‌شناسی کشور محسوب می‌شود به عنوان باغ گیاه‌شناسی برای ناحیه رویشی هیرکانی انتخاب شده است. این باغ در راستای دو هدف اصلی باغ‌های گیاه‌شناسی در سراسر دنیا یعنی آموزش به تمامی اقشار مردم و نگهداری از گونه‌های نادر و در حال انقراض، فعالیت می‌کند. در سال ۱۳۸۶ به دلیل اهمیت بالای مجموعه حاضر، به عنوان یک اثر طبیعی در سازمان میراث فرهنگی به شماره ۱۷۷۹۵ به ثبت رسید.
در حال حاضر ریاست باغ را آقای دکتر حبیب زارع به عهده دارند.
در این باغ ۳۵ هکتاری حدود ۶۵۰ گونه متنوع شامل گونه‌های درختی و درختچه‌ای، پیازی، گیاهان علفی، کاکتوس و گیاهان گوشتی و چند ساله کاشته شده است، تنها پایه بلوط چوب پنبه در ایران، قدیمی‌ترین پایه‌های دارتالاب و ژینکو در کشور، ۲۵ گونه کاج، حدود ۳۰ گونه اکالیپتوس و ده‌ها گونه صنعتی و مهم از سراسر جهان در کنار گونه‌های بومی کشور این باغ را به یکی از زیباترین باغ‌های گیاه‌شناسی تبدیل کرده است. مهمترین کلکسیون این مجموعه که آربراتوم نام دارد با قدمت بالای ۵۸ سال به مجموعه بی‌نظیری تبدیل شده است که سالانه مورد بازدید کارشناسان، دانشجویان و دانش‌آموزان از سراسر ایران قرار می‌گیرد.
باغ گیاه‌شناسی نوشهر در خطر تخریب قرار دارد. بخشی از آن توسط اداره کل بنادر و دریانوردی مازندران برای ساخت یک جاده در نظر گرفته شده‌است. این تصمیم با واکنش شدید فعالان محیط زیست در ایران روبرو شده‌است.